# Satraparchis hypenaria
Satraparchis hypenaria là một loài bướm đêm trong họ Geometridae.